# Droga krajowa nr 610 (Węgry)
Droga krajowa nr 610 (węg. 610-es főút) – droga krajowa w komitacie Somogy w południowo-zachodnich Węgrzech. Długość trasy wynosi 16 km. Biegnie starym śladem drogi nr 61 przez Kaposvár, która obecnie omija miasto obwodnicą.

## Miejscowości leżące przy trasie 610
- Kaposvár – skrzyżowanie z 61, z 66 i z 67
- Kaposmérő – skrzyżowanie z 61